# Mykola Jurčenko
Mykola Mykolajovyč Jurčenko (ukrajinsky Микола Миколайович Юрченко; rusky Николай Николаевич Юрченко, Nikolaj Nikolajevič Jurčenko) (* 31. března 1966 v Ivano-Frankovsku, Ukrajinská SSR, SSSR) je bývalý sovětský a ukrajinský fotbalista, reprezentant Ukrajiny, který nastupoval ve středu pole či v útoku.

## Fotbalová kariéra
V československé lize hrál za Zbrojovku Brno, nastoupil za ni v 9 prvoligových utkáních, neskóroval. Hrál také sovětskou (1991) a ukrajinskou (1994/95) nejvyšší soutěž. Za Dinamo Kyjev nastoupil v obou čtvrtfinálových zápasech PVP 1990/91 proti Barceloně. V roce 1991 obdržel titul Mistr sportu SSSR. 15. března 1994 si připsal jediný reprezentační start v zápase proti Izraeli, přišel na hřiště v 60. minutě za Dmytra Mychajlenka. Žije v Ivano-Frankivsku, podniká v ČR.

## Ligová bilance
| Ročník                                   | Zápasy | Góly | Klub                         |
| ---------------------------------------- | ------ | ---- | ---------------------------- |
| 1. sovětská fotbalová liga 1991          | 18     | 1    | Dinamo Kyjev                 |
| 1. československá fotbalová liga 1992/93 | 9      | 0    | FC Boby Brno                 |
| 1. ukrajinská fotbalová liga 1994/95     | 12     | 2    | Prykarpattia Ivano-Frankivsk |
| CELKEM 1. LIGA SSSR                      | 18     | 1    |                              |
| CELKEM 1. LIGA ČSFR                      | 9      | 0    |                              |
| CELKEM 1. LIGA UKRAJINY                  | 12     | 2    |                              |